# شیخدرآباد
شیخدرآباد' یکی از روستاهای استان آذربایجان شرقی است که در دهستان شیخ‌درآباد بخش مرکزی شهرستان میانه واقع شده‌است. 